# Nimrod Botelanga
Nimrod Botelanga – nauruański polityk.
Był posłem do Parlamentu Nauru z okręgu wyborczego Meneng (wybierany, między innymi, w 2003). Pełnił funkcje ministra zdrowia oraz ministra sportu. Jako członek rządu wchodził w skład delegacji odbywających oficjalne wizyty np. w Mjanmie. Był również przewodniczącym parlamentu Nauru.